# Rio Rico Southwest
Rio Rico Southwest ist ein gemeindefreies Gebiet im Santa Cruz County im US-Bundesstaat Arizona. Die Siedlung wird von der Interstate 19 tangiert.